# Bazmachbjur
Bazmachbjur – wieś w Armenii, w prowincji Aragacotn. W 2011 roku liczyła 888 mieszkańców.